# Maulburg
Maulburg település Németországban, azon belül Baden-Württembergben. Lakosainak száma 4349 fő (2023. december 31.).

## Népesség
A település népessége az elmúlt években az alábbi módon változott:
| Lakosok száma | 3052 | 3618 | 3851 | 3769 | 3587 | 3809 | 3953 | 4084 | 4163 | 4349 |
|               | 1961 | 1967 | 1974 | 1980 | 1987 | 1993 | 2000 | 2006 | 2013 | 2023 |